# Nissim von Gerona
Nissim ben Reuben Gerondi (ניסים בן ראובן גרונדי), unter dem Akronym RaN (ר"ן) bekannt, (* um 1310 wahrscheinlich in Gerona; † 1376 in Barcelona), war einer der wichtigsten spanischen Talmudisten des Mittelalters.
Nissims Familie stammte aus Córdoba und ließ sich zunächst in Gerona, dann in Barcelona nieder, das zu seinem ständigen Wohnsitz wurde. Obwohl er in seiner Gemeinde sämtliche Funktionen eines Rabbiners und Richters erfüllte, hatte er nie die offizielle Stellung eines Rabbiners inne. Sein Ruf als halachische Autorität war so groß, dass er Anfragen aus dem Heiligen Land und aus Syrien erhielt. Außerdem amtierte er als Arzt am königlichen Hof. Wegen einer Verleumdung, deren Datum und Ursache nicht bekannt sind, saß er einige Zeit im Gefängnis. Im Jahre 1336 schrieb er für seinen eigenen Gebrauch eine Torarolle, die berühmt wurde und als Modell diente. Sie wechselte mehrmals den Ort, bis sie schließlich Tiberias erreichte. Nissims wichtigster Lehrer, abgesehen von seinem Vater, war Perez ha-Kohen, den er nach 1349 zu seiner Ernennung als Rabbiner von Barcelona unterstützte. Seine wichtigste Tätigkeit in seiner Gemeinde war offenbar die Leitung der Jeschiwa von Barcelona.
Seine Bedeutung beruht hauptsächlich auf seinen halachischen Werken. Seine Systematik liegt in der Lerntradition begründet, die er in der Schule von Nachmanides, Salomo Adret, Aharon ha-Levi aus Barcelona und ihren Zeitgenossen erworben hat. Er kommentierte die Zusammenfassung des Talmuds von Isaak Alfasi. Sein bestbekanntes Werk ist ein Kommentar über den Talmudtraktat Nedarim. Er wird in sämtlichen Ausgaben des Talmud veröffentlicht und dient als Standardkommentar zu diesem Traktat, anstelle desjenigen von Raschi.